# Lo Ka Fai
Lo Ka Fai (chiń. 盧家輝; ur. 14 sierpnia 1976 w Hongkongu) – hongkoński kierowca wyścigowy.

## Kariera
Lo rozpoczął karierę w wyścigach samochodowych w 2002 roku od startów w Asian Touring Car Championship, gdzie startował także w latach 2004-2005. W 2005 roku Hongkończyk został zgłoszony do rundy w Makau World Touring Car Championship, jednak nie zakwalifikował się do żadnego wyścigu.